# Thomas P. Salmon
Thomas Paul Salmon (Cleveland, 19 agosto 1932 – Brattleboro, 14 gennaio 2025) è stato un politico statunitense, governatore del Vermont dal 1973 al 1977.

## Biografia
Nato nell'Ohio e cresciuto nel Massachusetts, Salmon studiò giurisprudenza all'Università di Boston e alla New York University School of Law. Entrato in politica con il Partito Democratico, nel 1959 fu eletto all'interno del consiglio comunale di Rockingham. Lavorò anche come giudice nel Vermont.
Tra il 1965 e il 1971 fu membro della Camera dei rappresentanti del Vermont. Nel 1973 venne eletto governatore, in quella che venne definita "la più grande sorpresa politica nella storia del Vermont": Salmon infatti si era candidato appena tre mesi prima del giorno delle elezioni e la storia politica dello stato del Vermont aveva favorito fino a quel momento quasi solo i candidati del Partito Repubblicano. Salmon sovvertì la statistica e venne riconfermato anche per un secondo mandato nel 1974.
Nel 1976 annunciò la propria candidatura per il Senato, contro il repubblicano in carica Robert Stafford. La campagna elettorale fu combattuta, ma alla fine Stafford prevalse di quasi novemila voti su Salmon, che restò privo di incarichi politici.
Nel 1991 fu nominato presidente dell'Università del Vermont e successivamente riprese a lavorare nel settore legale.